# Ablaberoides testaceus
Ablaberoides testaceus är en skalbaggsart som beskrevs av Fahraeus 1857. Ablaberoides testaceus ingår i släktet Ablaberoides och familjen Melolonthidae. Inga underarter finns listade i Catalogue of Life.